# Казарий
Казари́й (фр. Cazarilh, окс. Casarilh) — коммуна во Франции, находится в регионе Юг — Пиренеи. Департамент — Верхние Пиренеи. Входит в состав кантона Молеон-Барус. Округ коммуны — Баньер-де-Бигор.
Код INSEE коммуны — 65139.

## География
Коммуна расположена приблизительно в 670 км к югу от Парижа, в 100 км юго-западнее Тулузы, в 55 км к юго-востоку от Тарба.
По территории коммуны протекает река Састен (фр. Sastaing).

## Климат
Климат умеренно-океанический с солнечной тёплой погодой и обильными осадками на протяжении практически всего года.

## Население
Население коммуны на 2010 год составляло 40 человек.
| 1962 | 1968 | 1975 | 1982 | 1990 | 1999 | 2010 |
| ---- | ---- | ---- | ---- | ---- | ---- | ---- |
| 81   | 65   | 50   | 48   | 39   | 32   | 40   |

## Администрация
| Период | Период | Фамилия    | Партия | Примечания |
| ------ | ------ | ---------- | ------ | ---------- |
| 1989   | 2009   | Ролан Баке |        |            |
| 2009   | 2020   | Ален Ком   |        |            |

## Экономика
В 2010 году среди 26 человек трудоспособного возраста (15-64 лет) 13 были экономически активными, 13 — неактивными (показатель активности — 50,0 %, в 1999 году было 87,5 %). Из 13 активных жителей работали 13 человек (6 мужчин и 7 женщин), безработных не было. Среди 13 неактивных 1 человек был учеником или студентом, 10 — пенсионерами, 2 были неактивными по другим причинам.

## Достопримечательности
- Церковь Св. Мартина
- Пещера Супен

## Фотогалерея
- Мэрия
- Церковь Св. Мартина
- Церковь Св. Мартина
- Придорожное распятие